# Frente Antisistema
El Frente Antisistema fue una organización paramilitar de ideología neonazi establecida en Valencia (España) que operó entre 1998 y 2005 dedicándose al asalto y robo a mano armada, la venta de armas y el proselitismo de ideas de ultraderecha por la web.  Se dedicaban a hacer "cacerías humanas" de militantes de la izquierda, anarquistas, musulmanes, gitanos, latinos e inmigrantes subsaharianos.

## Historia

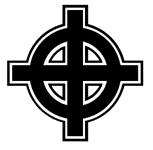
Durante los registros se encontraron panfletos y banderas con simbología neofascista, como la Cruz Celta.

Un antecedente del FAS es la banda neonazi Hermandad Nacional Socialista Armagedón. Esta banda fue desarticulada en 2000 y algunos de sus miembros pasaron a formar parte del FAS. Guardaban armas en Valencia, Sagunto, Puzol, Chiva, Puebla de Farnals, Torrente, Silla, Paterna, Fuente la Higuera, Burjasot y Chirivella. Las armas provenían del Ejército Español. Una de las principales formas de financiación del grupo era la venta ilegal de armas cortas, pero algunos de sus militantes llegaron a participar en asaltos a bancos y establecimientos.
Durante los juicios a que hizo frente el grupo, se mostró que el militante Pedro Cuevas Silvestre fue el autor confeso del asesinato de Guillem Agulló, ocurrido en Montanejos en el año de 1993. Agulló fue un conocido militante antifascista de Valencia y el caso, que conmocionó a la sociedad valenciana, puso de manifiesto las conexiones de la extrema derecha en la Comunidad Valenciana.

### Operación Panzer
Poco después de ser desmantelada la organización el líder del FAS "encabezó el proyecto de Alianza Nacional en Valencia a los pocos meses". En 2005 fue investigada por la Guardia Civil siendo desarticulada, dentro de un juicio que duró más de nueve años.
En 2014 fueron absueltos por los jueces de la Audiencia de Valencia. Según la Guardia Civil, basándose en las conversaciones entre un miembro del FAS y Pedro Pablo Peña (fundador de Alianza Nacional), el FAS tiene relaciones con los partidos ultraderechistas Alianza Nacional, (con quien compartían local) y España 2000. Según las pesquisas realizadas por la fiscalía especializada su ideología fue definida por los investigadores tras analizar decenas de documentos como “próxima al terrorismo”. La Fiscalía y la acusación popular que ejerce una plataforma de ocho asociaciones pilotada por el Movimiento contra la Intolerancia han centrado su estrategia en los registros y en decenas de horas de llamadas telefónicas. Meses después (el 7 de julio del 2014 el Tribunal Supremo de Justicia Español ordenó la destrucción de las armas encontradas. La Guardia Civil consideró que el asesino de Guillem Agullo participaba pero más tarde se negó su participación. En 2015 el juicio acabó con la absolución del grupo, con las costas procesales (más de cuarenta y dos mil euros) corriendo a cargo de la Acción Popular Contra La Impunidad (la acusación). También en enero de 2015 Facundo Esteban Fernández, alias el 'Escorpión', un neonazi de nacionalidad argentina detenido en 2005 en España y que posteriormente se dio a la fuga, previsiblemente con destino a Buenos Aires.
Unos años más tarde, en 2017 se indemnizó a uno de los miembros por la destrucción del arsenal de armas por parte de la Guardia Civil después de que el Consejo General del Poder Judicial declarara la destrucción como un procedimiento anormal. El Poder Judicial reconoció el error de la Guardia Civil de Valencia al destruir las armas por un “despiste” en octubre de 2013, cuando el Caso Panzer aún no estaba cerrado. También varios de los militantes han sido acusado por otros crímenes, por ejemplo el exmilitar José Antonio Andrés Orts, (dueño del AT-4 decomisado) se enfrenta a una sentencia de 38 años de prisión por abusar sexualmente de su expareja, además del de ventas y distribución ilegal de armas.